# Geißfußveredelung

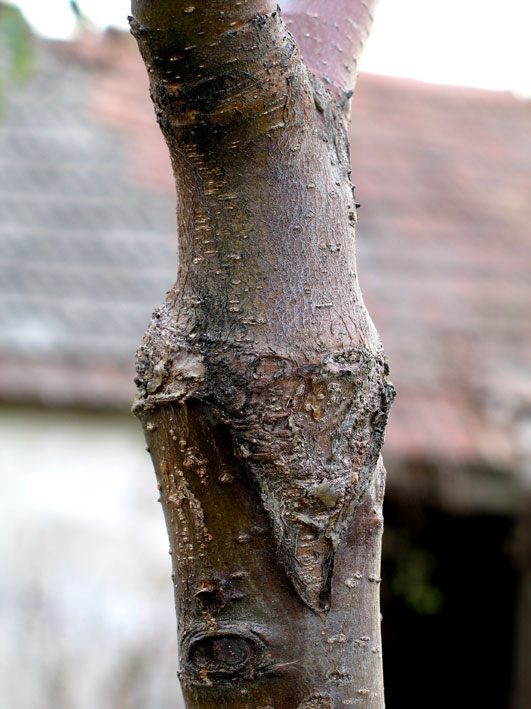
Gut angewachsene zweijährige Geißfußveredelung eines Apfelbaumes

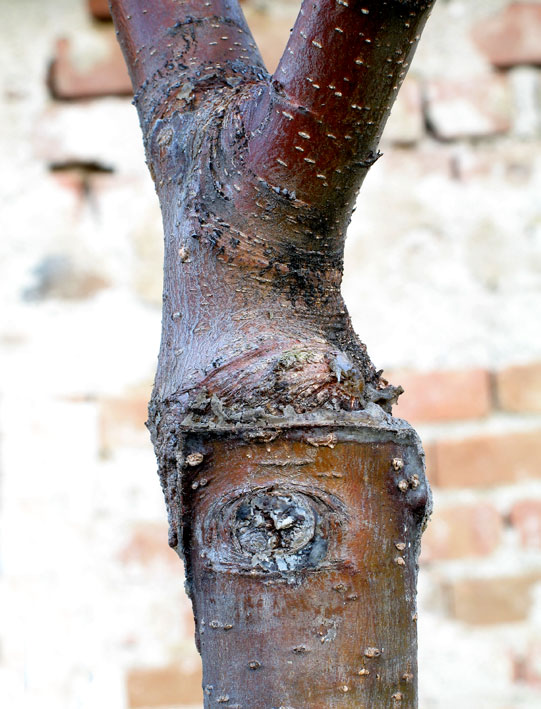
Dieselbe Pflanze, anderer Blickwinkel

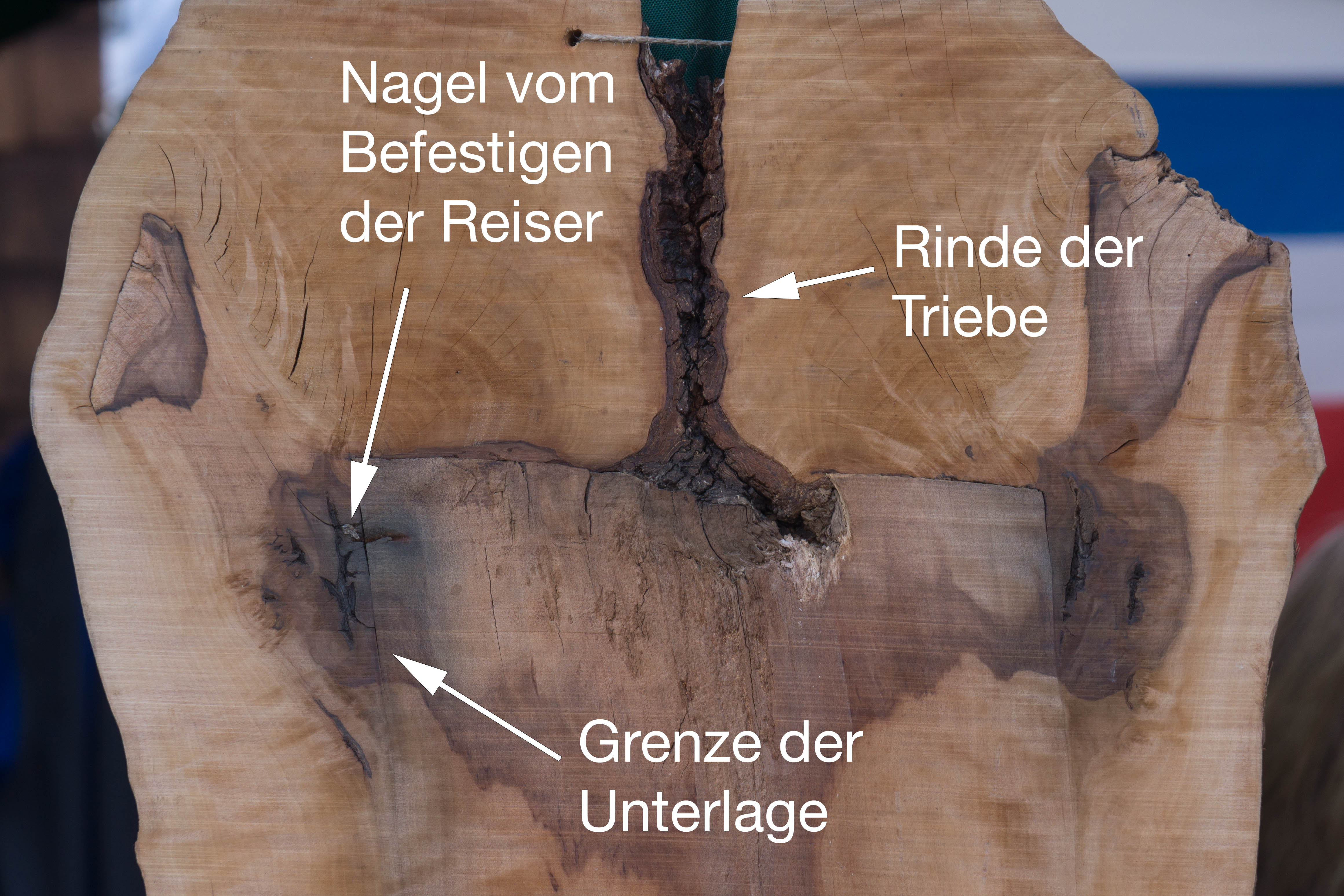
Schnitt durch Veredelungsstelle (Birnbaum)

Geißfußveredelung (Geißfußpfropfen) ist eine Art der Pflanzenveredelung, die vorwiegend bei Obstgehölzen Verwendung findet. Sie ist ein Verfahren, um zwei ungleich starke Veredelungspartner zu verbinden. Diese Art der Veredelung ist ein eigenständiges Verfahren in der Durchführung durch Schnitttechnik und Veredelungszeitpunkt.
Geißfußveredelung kann als Handveredelung (ausgegrabene Unterlagen) im Winter, und auch im Freien bei eingewurzelten Unterlagen (Februar – April) durchgeführt werden. Zu beachten ist, dass bei der Handveredelung im Winter sich beide Veredelungspartner in Winterruhe befinden und noch nicht angetrieben sind. Bei der Freilandveredelung kann die Unterlage bereits angetrieben sein. Die Edelreiser jedoch sollten im Winter geschnitten und bis zur Veredelung kühl gelagert werden, damit sie nicht antreiben.
Bei der Durchführung wird die Unterlage, die im Gegensatz zum Anplatten abgeschnitten wird, mit einer guten Schere oder feinen Säge auf der gewünschten Länge abgeworfen (Niederstamm, Mittelstamm, Hochstamm) und mit einem scharfen Messer nachgeschnitten. Dann wird von oben nach unten mit zwei schrägen Schnitten ein etwa 3–4 cm langer Keil herausgeschnitten (Geißfuß). Danach nimmt man ein Edelreis mit 3–5 Augen und schneidet mit zwei schrägen Schnitten einen Gegenkeil. Der Keil des Edelreises sollte genau in die Schnittstelle der Unterlage passen. Es ist darauf zu achten, dass die grünen Schichten (Kambium) der Rinden beider Veredelungspartner keinen Zwischenraum aufweisen und komplett verbunden sind. Es gilt der Veredelungsgrundsatz: Kambium auf Kambium.
Wenn nun beide Veredelungspartner zusammengefügt sind, werden sie mit Bast oder mit einem Gummiband umwickelt und zusammengebunden. Anschließend werden alle Schnittstellen mit Baumwachs verstrichen. Bei der Zimmerveredelung  werden nun die veredelten Unterlagen in Erde oder Kompost eingeschlagen und in einem frostfreien, nicht zu warmen Raum bis zum Frühjahr aufbewahrt. Wenn dann keine starken Fröste mehr zu erwarten sind, können sie ins Freiland verpflanzt werden. 
Im Frühling zeigt sich dann, ob die Veredelung gelungen ist, denn dann sollten allmählich die Augen des Edelreises austreiben, die bis in den Sommermonaten schon eine kleine Krone bilden können.
Da man bei der Geißfußveredelung nicht auf die Rindenlösbarkeit angewiesen ist, kann sie schon Ende Januar oder Anfang Februar bei Nachlassen der starken Fröste durchgeführt werden. Dadurch können die Edelreiser gleich vom Baum geschnitten und sofort verwendet werden, sofern sie noch nicht angetrieben sind, und eine aufwendige kühle Lagerung entfällt somit.
Die Geißfußpfropfung wird sehr gerne bei der Veredelung von Kirschbäumen  angewendet.